# 오이타 은행
오이타 은행(大分銀行 오이타긴코[*])은 일본의 지방은행이다. 오이타현을 주된 영업 지역으로 하고 있다.